# Leptirice
Leptirice (lat. Gymnuridae), monogenerička porodica riba hrskavičnjača, dio je reda Myliobatiformes.
Jedini rod je Gymnura, leptirice, ribe koje se od ostalih golubovki razlikuju po veličini krila koje im je i dva puta duže nego dužina tijela od vrha repa do glave. Od 16 vrsta, u Jadranu je prisutna jedna vrsta, Gymnura altavela, poznata u hrvatskom jeziku pod imenom roda, kao leptirica.

## Vrste
1. Gymnura afuerae (Hildebrand, 1946)
2. Gymnura altavela (Linnaeus, 1758)
3. Gymnura australis (Ramsay & Ogilby, 1886)
4. Gymnura bimaculata (Norman, 1925)
5. Gymnura crebripunctata (Peters, 1869)
6. Gymnura crooki Fowler, 1934
7. Gymnura hirundo (Lowe, 1843)
8. Gymnura japonica (Temminck & Schlegel, 1850)
9. Gymnura lessae Yokota & Carvalho, 2017
10. Gymnura marmorata (Cooper, 1864)
11. Gymnura micrura (Bloch & Schneider, 1801)
12. Gymnura natalensis (Gilchrist & Thompson, 1911)
13. Gymnura poecilura (Shaw, 1804)
14. Gymnura sereti Yokota & Carvalho, 2017
15. Gymnura tentaculata (Müller & Henle, 1841)
16. Gymnura zonura (Bleeker, 1852)